# Ferling József
Ferling József (Sopron, 1958. november 16. –) magyar PR- és kreatív kommunikációs szakember, a Pécsi Tudományegyetem címzetes egyetemi docense jelenleg a nevét viselő Ferling Kft. ügyvezető igazgatója. 2015-től a Magyar Public Relations Szövetség örökös tagja, melynek 2000 és 2002 között alelnöke, majd 2005-ig elnöke volt.

## Pályafutása
Ferling József 1981-ben orosz–testnevelés szakos általános iskolai tanári végzettséget szerzett a pécsi Tanárképző Főiskolán. Főiskolás évei alatt (1977-1981) az Universitas című hetilap külsős újságírója volt, majd a kétújfalui általános iskolában kapott tanári állást, ahol 1982-ig dolgozott. 1982 és 1984 között a Politikai Képzési Központ igazgatója.
Úgy került az újságíró szakmába, hogy –bevallása szerint– nem volt elég jó író, és egyszer azt mondta neki valaki, hogy míg az író a tökéletesig dolgozik, addig az újságíró csak lapzártáig, ezért inkább utóbbival próbálkozott. 1984 és 1988 között a Mecseki Bányász üzemi lap újságíró munkatársa lett. 1984 és 1990 között írásait a Mozgó Világ, a Képes Újság, a Nők lapja, az Élet és Irodalom és az Új Tükör lapok közölték.
1985-ben Plovdivban, 1986-ban Moszkvában a Fiatal Feltalálók Világkiállításán a magyar pavilon sajtófőnöke volt. Eközben 1986-ban újságírói végzettségét is megszerezte a Magyar Újságírók Országos Szövetsége Újságíró Iskola keretein belül. Ezután 1989-ig a Dunántúli Napló nál újságíróként, a következő két évben pedig újságíró főmunkatársként, majd főszerkesztő helyettesként A Helyzet dél-dunántúli hetilapnál dolgozott. Időközben a Külváros független havilap társszerkesztői és a Pécs TV szerkesztő-műsorvezetői posztját is betöltötte. 1991 és 1992 között a Komlói Újság városi hetilap főszerkesztője lett, majd 1994-ig a Magyar Hírlap dél-dunántúli tudósítói– és 1996-ig a Pécsi Sport főszerkesztői teendőit is ellátta. 1999-ben humánmenedzseri képesítést szerzett a Budapesti Közgazdaságtudományi Egyetemen.

## Ferling Kft.
A mára, a marketingkommunikációs szakmában, "hírnévprofesszorként" is ismert kommunikációs szakember 1991-ben FerlingPRess néven indította első vállalkozását, mely elsősorban sajtóügynökségként, kreatív manufaktúraként funkcionált, és kiadványszerkesztési, könyvkiadói valamint nyomdai munkákkal foglalkozott. 1996-ban jelentős átalakuláson esett át a cég, mely nevét Ferling PR-re változtatta és portfólióját a public relations, valamint a kreatív médiakommunikáció irányába terelte. Ügyvezető igazgatása alatt a pécsi székhelyű családi vállalat Magyarország egyik legsikeresebb kommunikációs ügynökségévé nőtte ki magát, mely időközben Budapesten is irodát nyitott 2013-ban. Negyed évszázad alatt tíz különböző iparágban, csaknem 80 vállalat kommunikációjának szervezését, számos felsővezető támogatását, több száz kommunikációs és marketing szakember képzését segítette tapasztalataival. Tevékenysége során az optimális belső kommunikációs megoldások feltárására, a személyes és a vállalati hírnévmenedzsmentre és az egyéni és céges márkaépítésre helyezte a hangsúlyt.
2014-ben, több mint 20 év igazgatás után, átadta a vezetői stafétabotot fiának, Ferling Dávidnak.   Ezt követően a vállalat stratégiai és üzletfejlesztési igazgatói pozícióját töltötte be. Fiával közösen jelentősen bővítette ügyfélkörüket, frissítette portfoliójukat. 2019-ben azonban fia visszaadta neki a cég irányítását, hogy a továbbiakban már csak a vállalkozás pénzügyeinek menedzselését tartsa meg, miközben új vállalkozására fókuszál. Ezt követően szakmai, üzleti portfolióján belül a belső és külső PR-ra, a humán-, és kríziskommunikációra, valamint egyéb kreatív és webes területekre koncentrál.
Az ügynökség 2018-ban és 2024-ben Szerethető Munkahely díjat, 2020-ban Vállalat kategóriában országos Zöld Iroda díjat nyert.
Az ügynökség 2021-ben, 2022-ben, 2023-ban és 2024-ben is Business Superbrands elismerésben részesült, díjat nyert az IPRA globális versenyén, négy kitüntetést kapott a PR Excellence Award díjátadón, és az Üzleti Etikai díjat is kiérdemelte. A FERLING a magyarországi PR-ügynökségek közül elsőként szerezte meg az ICCO nemzetközi ügynökségi akkreditációját 2023-ban. A FERLING 2023-ban az Év HR Excellence ügynöksége lett.

## Szakmai szerepvállalás
2000 és 2002 között a Magyar PR Szövetség alelnöke, majd 2005-ig elnöke volt. 2011-ben az etikai bizottság tagjának, majd 2015-ben örökös tagnak választották.
Oktatóként az csíkszeredai Sapientia Erdélyi Magyar Tudományegyetem Public Relations Nyári Egyetemének visszatérő előadója, a Pécsi Tudományegyetem címzetes egyetemi docense, a PTE több karán tanít, valamint az MPRSZ által évente megrendezett PR Akadémiának is állandó szereplője. 2013-ban a PTE Felnőttképzési és Emberi Erőforrás-fejlesztési Karával közösen PR Kutató és Szolgáltató Központot hozott létre.
Nevéhez fűződik a Hiteles és sokoldalú tájékoztatás díjának megalapítása (Baranya megye, 1998.), és az Internetes Kultúra Fővárosa díj ötlete (Magyar Marketing Szövetség Év Honlapja pályázat, 2011.)
2000-ben Zöld Gondolat Lovagrend néven egyesületi formában működő civil kezdeményezést indított a környezettudatosság és az egyéni felelősség fókuszba állítására, melynek 2015-ig elnöke is volt.
2014-től a BNI nemzetközi networking közösség magyarországi részlegének kommunikációs igazgatója.
2014-2015, majd 2020-2021 időszakban 1-1 évig a BNI Együttműködők nevű üzleti csoportjának elnöke volt, 2022-ben az online platformon épülő és működő BNI 1st Cloud csoportjának elnöke.
2014-2015-ben tagja volt a pécsi Rotary Clubnak.
2015-ben a PTE Kultúratudományi, Pedagógusképző és Vidékfejlesztési karával, illetve a PTI Communications Kft-vel együttműködve Hírnévépítők néven pr- és kommunikációs szakmai közösséget hívtak életre.
2016-tól 2018-ig a Magyar Networking Szövetség alelnöke.
2016-tól 2017-ig a Pécs ONE című társasági magazin üzleti rovatának állandó szerzője.
2021-ben a Pécsi Közösségi Alapítvány Élő Adás című adományozási programjának fővédnöke.
2022 decemberében megalakult 4Baranya első elnöke lett.
Tagja az MTA Pécsi Akadémiai Bizottság 2023 tavaszán megalakult kommunikációs és médiatudományi munkabizottságának.
2023-ban a Magyar Public Relations Szövetség PREXA szakmai verseny fő zsűrijének tagja.

## Szakmai díjak
- 2010-ben a Kreatív Magazin által megrendezett PRIZMA – Kreatív PR Díjátadón a Ferling PR a Rapid Randi második helyezését érte el,[21] majd 2012-ben[22][23] és 2014-ben[24][25] MPRSZ által kiosztott Sándor Imre PR-díjat nyerte meg.
- Mecseki Erdőkért-díj (2006), a Mecseki Erdészeti Zrt. külső partnerek számára alapított elismerése.
- Iránytű Archiválva 2017. március 22-i dátummal a Wayback Machine-ben 2017. – Az ÉV Turisztikai Kommunikációs projektje
- Iránytű 2017 – Integrált kampányok
- Szerethető Munkahely-díj (2018, 2024)
- Lickl-díj (2019), a Pannon Filharmonikusok elismerése.
- 2022-ben a Digital Hungary által alapított Példakép-díj PR-kategóriájában kapott elismerést.[26]
- 2023 januárjában a Pécsi Tüke Alapítvány Tüke emlékéremmel tüntette ki.
- 2023-ban a 16., 2024-ben a 22. helyre rangsorolták a legsikeresebb magyarországi PR-szakemberek TOP 50 listáján. [27] [28]
- 2024-ben Marketing Diamond Awards páláyzaton „Fenntarthatósági marketing” kategóriában gyémánt díjat kapott a FERLING PR üzletága, ahol pályázatuk, a Trans-Sped Kft. ZERO szolgáltatásához kapcsolódó PR és marketingtevékenységet foglalja magába.
- A FERLING Kft. további, 2024-ben elnyert ügynökségi díjai:
  - ezüst a Stevie Awards-on[29]
  - 2 kategóriában döntőbe jutás a SABRE Awards-on[30]
  - 3 projekttel shortlisten az Employer Brand Management Award-on[31]
  - kategóriagyőzelem a Greengage pályázaton[32]
  - a Dreamjobs pályázatán ebben az évben is Szerethető Munkahely

## Tréningek, képzések, előadások
- Nem elég jónak lenni – az üzleti kommunikáció alapjai
- Pozitív gondolatok, sikeres mindennapok
- Generációk a vállalkozásban: együtt és egymás után
- Agybani piac
- Híres vagy hírhedt akarsz lenni, avagy mit tanultam meg Monica Lewinskytől? (Piac & Profit Konferencia, Budapest, 2018.)
- Egy kicsi PR mindenkinek kell (Coaching Camp, Gárdony, 2018.)
- Egy előre bejelentett csábítás krónikája (Nemzetközi Networking Hét, Debrecen, 2018.)
- Miért és hogyan építsünk világítótornyokat? -  Láthatóság és hitelesség a gyorsan változó információs térben (Piac és Profit Konferencia, online előadás, 2020.
- Az 1 millió darabos puzzle (Neverending branding, Márkamonitor, 2023.)
- A munkáltatói márkázás újgenerációs kihívásai. (Piac & Profit konferencia, 2023.)
- Ki ne szeretné, hogy utcát nevezzenek róla. (Piac & Profit konferencia, 2024.)
- Your Brand, Your Strory, Your Profit (Somogy Megyei Kereskedelmi és Iparkamara, 2024.)
- Hullámvasút és főnöksimogató - Generációváltás több felvonásban (Kárpát-medencei Vállalkozói Szövetségek Nemzeti Fóruma konferencia, 2024.)
- PReducated (Nemzetközi PR-konferencia, Pécsi Tudományegyetem KPVK, 2024.)
- Hitelesség reflektorfényben - Your Brand, Your Strory, Your Profit (Piac & Profit konferencia, 2024.)

## Magánélete
Ismerői szerint család– és munkamániás. Házastársa 1981 óta Dékány Hilda. Gyermekei: Szonja (1984), Dávid (1986), Dalma (1998). 1994 óta családjával a Zengő lábánál fekvő Hosszúhetényben él.

## Publikációk
- Az egymillió darabos puzzle – Holisztikus útikalauz a jó hírnévhez (szakkönyv, FERLING Kft. 2024.)
- Focus Report 2024: PR in Central Europe (társszerző,  Magyar Public Relations Szövetség, Főszerkesztő: Sarlós Gábor)
- PR Trendriport 2021 (társszerző, Magyar Public Relations Szövetség., Főszerkesztő: Román Balázs)
- „Mi van akkor, ha nincs semmi?” - PR esetek haladóktól, társszerző (Akadémiai kiadó, 2017., szerkesztő: Horváth Magyary Nóra)
- Etika a PR-ben, PR a városban (társszerző, Alapítvány a Public Relations Fejlesztéséért, 2016.)
- A nagy public relations receptkönyv (szakkönyv, FERLING Kft., 2016.)
- Jövőkép és konfliktusok - A public relations elmélete és gyakorlata (társszerző, Alapítvány a Public Relations Fejlesztéséért, 2015.)
- A public relations elmélete és gyakorlata (társszerző, Magyar PR Szövetség, Pécsi Tudományegyetem FEEK, 2014.)
- Jutalék nélkül gazdagon (társszerző, BNI Capital Budapest, 2014.)
- Reklám, vagy amit akartok (szerző, Szerk. Hargitai Lilla, Akadémiai Kiadó, 2012)
- Az újságkészítés műhelytitkai, DUE: A webkocsma bezzeg hangos, 2011
- PTE BTK Kommunikáció és médiatudományi tanszék, jegyzet: Őrület, péer! a szervezetek magatartása, belső és külső kommunikációs rendszere, 2009
- HVG: A pr-esek a spájzban vannak, 2004
- Kommunikáció-menedzsment: Kommunikáció nem vész el, 2003
- Geomédia: Public affairs – natural affairs, 2002
- Széntiszta igazság (riportkönyv, Pannónia Könyvek, 1992)
- https://webuni.hu/kepzes/nem-eleg-jonak-lenni-jonak-is-kell-latszani

## Idézetek
- „A PR nem olyan ház, amelybe csak úgy beköltözünk. A PR maga az építkezés.”
- „Mindenki szeretne gazdag lenni, de közben szeretne jónak látszani.”
- „A korszerű PR súlypontja nem ott keresendő, hogy mi mit akarunk mondani, hanem ott, ahol környező világgal való együttműködésre tényleg képesek vagyunk. Ha nem csak üzenni akarunk, hanem hallgatni, és a kölcsönös érdekek mentén cselekedni is tudunk.”
- „Bármit is csinálunk a CSR címkéje alatt, azt azért csináljuk, hogy értékeljék, elismerjék, és a megfelelő pontokon jóváírják nekünk.”
- „A pr-ügynökségi munka  a kommunikációs aktivitások, illetve az azokra fordított pénzek optimalizálását biztosító stratégiai gondolkodás és cselekvő támogatás.”
- „Hírnév, bizalom, nyilvánosság, public relations? Hosszú pamacsolás, gyors borotválás!”
- „A brand egy egymillió darabos puzzle. És nem a sarkainál, hanem a közepén kell kezdeni összerakni.”
- „A PR-es a szervezeti kultúrafelelős. Mindenhez köze, és mindenre szeme kell legyen.
- „A jó hírnév a kapu, melyen át a bizalom földjére érkezünk.”
- „Nem elég elsőnek lenni, az előnyt meg is kell tartani.”
- „A hitelesség 4 kulcseleme a tisztesség, a szándék, a képességek és az eredmény.
- „Az employer branding ma már egy olyan zenemű, amit a HR komponál, a PR hangszerel, a marketing pedig felhangosít.”